# Ophioderma squamosissima
Ophioderma squamosissima is een slangster uit de familie Ophiodermatidae.
De wetenschappelijke naam van de soort werd in 1856 gepubliceerd door Christian Frederik Lütken.